# Нессельроде, Мария Дмитриевна
Графиня Мария Дмитриевна Нессельроде (урождённая Гурьева; 13 июня 1786 — 6 августа 1849, Гастейн) — фрейлина (1802), статс-дама (1836). Хозяйка великосветского салона. Кавалерственная дама ордена Святой Екатерины (1816).

## Биография
Мария Дмитриевна была старшей дочерью в семье Дмитрия Александровича Гурьева и графини Прасковьи Николаевны Салтыковой. Получила домашнее воспитание. В 1802 году пожалована во фрейлины.

В октябре 1811 года в Петербург приехал тридцатилетний Карл Нессельроде, обративший внимание на двадцатипятилетнюю фрейлину Гурьеву. Ф. Ф. Вигель по этому поводу язвительно замечал: «Вот чем сумел он тронуть сердце первого гастронома в Петербурге, министра финансов Гурьева. Зрелая же, немного перезрелая дочь его, Марья Дмитриевна, как сочный плод, висела гордо и печально на родимом дереве и беспрепятственно дала Нессельроде сорвать себя с него. Золото с нею на него посыпалось: золото для таких людей, как он, то же, что магнит для железа». В январе 1812 года состоялось бракосочетание, медовый месяц был недолгим: Нессельроде отправили в Париж. Молодая супруга писала:
Ты очень хорошо поступил, взяв в жёны старую двадцатипятилетнюю женщину. Более молодая никогда в жизни не смогла бы любить тебя с той же силой и с тем же постоянством.

Графиня Нессельроде состояла членом учреждённого императрицей Елизаветой Алексеевной Патриотического общества, причём единственной из «патриотических дам» удостоилась нелестных характеристик. В 1816 году Мария Дмитриевна была награждена орденом Святой Екатерины. В 1836 году была назначена статс-дамой. При дворе императора Николая I графиня Нессельроде была одной из самых влиятельных дам, которая по отзывам обладала «необыкновенным умом и твёрдым, железным характером и самовластно председательствовала в высшем слое петербургского общества». Имела свой салон, который занимал первое место в Санкт-Петербурге, и попасть в него было трудной задачей; но, по словам современника, «кто водворялся в нём, тому это служило открытым пропуском в весь высший круг». М. А. Корф писал:
С суровою наружностью, с холодным и даже презрительным высокомерием ко всем мало ей знакомым или приходившимся ей не по нраву, с решительною наклонностью владычествовать и первенствовать, наконец, с нескрываемым пренебрежением ко всякой личной пошлости или ничтожности, она имела очень мало настоящих друзей, и в обществе, хотя, созидая и разрушая репутации, она влекла всегда за собою многочисленную толпу последователей и поклонников; её, в противоположность графу Бенкендорфу, гораздо больше боялись, нежели любили. Кто видел её только в её гостиной прислонённую к углу дивана, в полулежачем положении, едва приметным движением головы встречающую входящих, каково бы ни было их положение в свете, тот не мог составить себе никакого понятия об этой необыкновенной женщине, или разве получал о ней одно понятие, самое невыгодное.
По мнению современников, графиня оказывала на мужа исключительное влияние. Выступала она и в качестве политического агента супруга. Мария Дмитриевна проводила много времени за пределами России, предпочитая салоны Парижа и Баден-Бадена. В январе 1841 года княгиня Дарья Ливен писала герцогине де Саган: «Мадам Нессельроде окружена здесь влиятельными людьми Франции; определённо, это их она приехала повидать в Париже». Холодная и уверенная в себе, она не терпела конкуренции. Узнав, что графиня приняла у себя отправленного в отставку Адольфа Тьера, Саган записала: «Держу пари, что мадам Нессельроде увлеклась Тьером только, чтобы составить фронду увлечению Ливен Гизо». Но не все поездки Марии Дмитриевны были связаны с политикой. Иногда она посещала Францию, «не бывая при дворе и, соответственно, в высшем свете, но вела холостяцкий образ жизни и восхищалась своим сумасбродством».
Графиня Мария Дмитриевна Нессельроде скончалась скоропостижно от апоплексического удара на водах в Гастейне, в Тироле, тело её было перевезено в Россию и после отпевания в церкви Министерства иностранных дел 22 сентября 1849 года предано земле в Духовской церкви Александро-Невской лавры.

## Пушкин
Согласно воспоминаниям князя П. П. Вяземского, «ненависть Пушкина к этой последней представительнице космополитического олигархического ареопага едва ли не превышала ненависть его к Булгарину». Графиня же не могла простить Пушкину эпиграмму на отца, приписываемую перу поэта, и анекдотов и эпиграмматических выходок на свой счёт. Мария Дмитриевна приняла в свой круг барона Геккерна. Вюртембергский посол Христиан Людвиг Гогенлоэ-Лангенбург-Кирхберг (1788—1859) писал в одной из депеш: «…Он прожил в С.-Петербурге около 13 лет и в течение долгого времени пользовался заметным отличием со стороны двора, пользуясь покровительством графа и графини Нессельроде». Покровительствовала она и Жоржу Дантесу, который приходился её мужу очень дальним родственником.
Согласно воспоминаниям П. В. Нащокина, именно графиня Нессельроде без разрешения поэта отвезла Наталью Пушкину в Аничков дворец, где та «очень понравилась императрице». Но сам Пушкин «ужасно был взбешён, наговорил грубостей графине». Результатом стало получение поэтом звания камер-юнкера, что он расценил как новое оскорбление.
В ходе интриги графиня полностью поддерживала Дантеса, была «поверенной сердечных тайн». Она была посажённой матерью на свадьбе Дантеса с Екатериной Гончаровой. В одном из писем, написанных после дуэли, Геккерн сообщал: «Мадам Н. и графиня София Б. тебе расскажут о многом. Они обе горячо интересуются нами». Вечер и ночь после дуэли супруги Нессельроде провели у Геккерна, покинув его дом лишь в час пополуночи. Когда весь Петербург отвернулся от дипломата, Мария Дмитриевна пригласила Геккерна на званый обед. Князь Вяземский писал А. Я. Булгакову: «Под конец одна графиня Нессельроде осталась при нём, но всё-таки не могла вынести его, хотя и плечиста и грудиста и брюшиста».
Пушкин и ряд его друзей подозревали графиню Нессельроде в сочинении диплома. А. И. Тургенев 17 февраля 1837 года записал в дневнике: «Подозрения. Графиня Нессельроде»

## Брак и дети
В январе 1812 года вышла замуж за Карла Роберта фон Нессельроде-Эресгофен, сына дипломата графа Максимилиана Вильгельма Карла Нессельроде (1724—1810) и баронессы Луизы Гонтар, дочери богатого купца. В своих «Записках», Карл Васильевич отмечал, что этот брак на протяжении 37 лет был вполне счастливым.
В браке супруги имели детей:
- Елена Карловна (1813—1875), с 1832 года замужем за графом Михаилом Иринеевичем Хрептовичем (1809—1892); по отзыву Ф. Тютчева, женщина «живая и блестящая».
- Дмитрий Карлович (19.12.1816[8]—1891), крещен 26 декабря 1816 года в церкви при Департаменте уделов при восприемстве деда Д. А. Гурьева и графини А. С. Салтыковой; секретарь посольства в Константинополе, обер-гофмейстер и статский советник. С 1847 года женат на Лидии Арсеньевне Закревской (1826—1884), дочери графа А. А. Закревского и А. Ф. Закревской. Брак был неудачным, вскоре она оставила мужа и сына Анатолия (1850—1923[9]), и уехала в Париж, где вместе с Марией Калергис и Надеждой Нарышкиной образовали «нечто вроде неофициального посольства красавиц»[10]. В 1859 году без развода с Нессельроде стала женой князя Д. В. Друцкого-Соколинского, но этот брак был признан незаконным по определению св. Синода.
- Мария Карловна (1820—после 1881), фрейлина двора (06.12.1836), c октября 1839 года замужем за саксонским дипломатом бароном (с 1864 года граф) Альбином Лео Зеебахом (1811—1884), до 1852 года был посланником в Петербурге, а с 1852 года в Париже.

## Отзывы о графине Нессельроде
В оценке характера графини воспоминания разнятся:
- Д. Фикельмон замечала, что её «чрезвычайная природная холодность делает её нрав крайне неприятным, но под этой ледяной оболочкой и весьма мужеподобными формами кроется довольно теплое сердце»[11].
- А. О. Смирнова вспоминала, что у «графини Нессельроде был веселый, громкий, детский смех, а это лучший знак доброго сердца и высокой души»[12].
- М. А. Корф писал: «Сокровища её ума и сердца, очень тёплого под этой ледяною оболочкою, открывались только для тех, которых она удостаивала своею приязнию; этому небольшому кругу избранных, составлявших для неё, так сказать, общество в обществе, она являлась уже, везде и во всех случаях, самым верным, надёжным и горячим, а по положению своему и могущественным другом. Сколько вражда её была ужасна и опасна, столько и дружба — я испытал это на себе многие годы — неизменна, заботлива, охранительна, иногда даже до ослепления и пристрастия. Совершенный мужчина по характеру и вкусам, частию и занятиями, почти и по наружности, она, казалось, преднамеренно отклоняла и отвергала от себя всё, имевшее вид женственности»[13].
- П. В. Долгоруков отмечал, что она «женщина ума недальнего, никем не любимая и не уважаемая, взяточница, сплетница и настоящая баба-яга, но отличавшаяся необыкновенной энергиею, дерзостью, нахальством и посредством этой дерзости, этого нахальства державшая в безмолвном и покорном решпекте петербургский придворный люд, люд малодушный и трусливый, всегда готовый ползать перед всякою силою, откуда бы она не происходила, если только имеет причины страшиться от неё какой-нибудь неприятности»[6].